# Ditropinotella compressiventris
Ditropinotella compressiventris är en stekelart som beskrevs av Girault 1915. Ditropinotella compressiventris ingår i släktet Ditropinotella och familjen puppglanssteklar. Inga underarter finns listade i Catalogue of Life.